# Барон Вокс из Херроудена

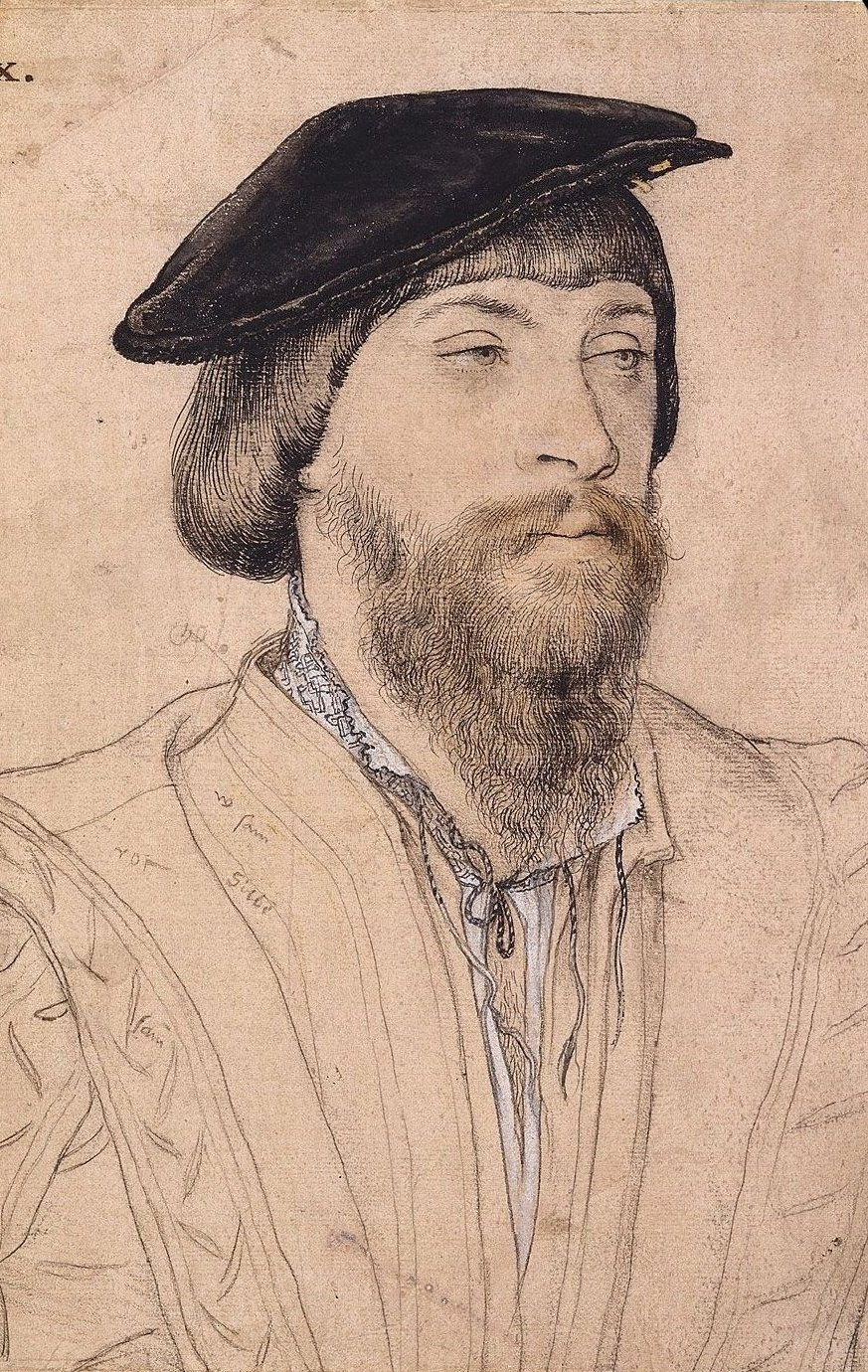
Томас Вокс, 2-й барон Вакс из Херроудена

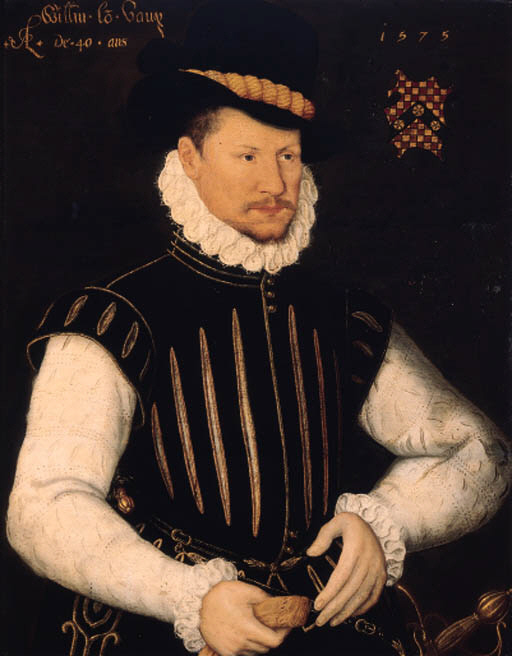
Уильям Вокс, 3-й лорд Вокс из Херроудена, 1575 год

Барон Вокс из Херроудена — наследственный титул в системе Пэрства Англии.

## История
Титул барона Вокса из Херроудена был создан 27 апреля 1523 года для сэра Николаса Вокса (около 1460—1523). Лорду Воксу наследовал его сын Томас (1509—1556). Он был поэтом и членом судов в правление королей Генриха VIII и Эдуарда VI. Семья Вокс находилась в отдаленном родстве с английской королевой Кэтрин Парр, шестой женой Генриха VIII Тюдора. Элизабет Фицхью была женой Уильяма Парра, 1-го барона Парра из Кендала (1434—1483), деда Кэтрин Парр. Вторично Элизабет Фицхью вышла замуж за Николаса Вокса, 1-го барона Вокса из Херроудена. Энн Грин (сестра леди Мод Парр, матери королевы Кэтрин Парр), стала второй женой Николаса Вокса, 1-го барона Вокса из Херроудена.
В 1663 году, после смерти Генри Вокса, 5-го барона Вокса из Херроудена, баронский титул оказался в бездействии. На него претендовали сестра покойного барона Джойс и наследники его умерших сестер Мэри, леди Симеон, и Кэтрин, баронессы Абергавенни. Баронство осталось бездействующим в течение 175 лет.
12 марта 1838 года баронский титул получил Джордж Чарльз Мостин (1804—1883), который стал 6-м бароном Воксом из Херроудена. Он был сыном Мэри Лусинды Браун-Мостин, которая являлась потомком Мэри, старшей сестры 5-го барона Вокса, от её брака с Чарльзом Мостином, внуком сэра Эдварда Мостина, 5-го баронета (1725—1755). Преемником 6-го лорда Вокса стал его внук, Хуберт Джордж Чарльз Мостин, 7-й барон Вокс из Херроудена (1860—1935), который находился на дипломатической службе. После его смерти в 1935 году баронский титул оказался в бездействии. На титул претендовали три дочери покойного барона, Грейс Мэри Элеонор Джилби (1887—1958), Глэдис Флор Чарльтон (1889—1975) и Дороти Элис Мостин (родилась в 1893).
8 июля 1938 года баронский титул был передан старшей из сестер, Грейс Мэри Элеонор Джилби, которая стала 8-й баронессой Вокс из Херроудена. Она была женой Уильяма Гордона Джилби, владелец компании вин и спиртных напитков. Грейс наследовал её старший сын, Питер Хуберт Гордон Джилби, 9-й барон Вокс из Хекрроудена (1914—1977). Он принял духовный сан, стал отцом Габриэлем Джилби и поселился аббатстве Амплфорт. Лорд Вокс занял своё место в Палате лордов в 1962 году и, таким образом, став первым монахом-бенедиктинцем, начиная с 1559 года. После его смерти титул унаследовал его младший брат, Джон Хью Филипп Джилби, 10-й барон Вокс из Херроудена (1915—2002). По состоянию на 2014 год носителем титула являлся внук последнего, Ричард Хуберт Гордон Джилби, 12-й барон Вокс из Херроудена (родился в 1965), который стал преемником своего отца в 2014 году.
Семейная резиденция баронов Вокс — Грейт Херроуден Холл до 1695 года, когда они продали его Томасу Уотсону Уэнтуорту, сыну барона Рокингема из Рокингем Касла. Два столетия спустя 7-й барон Вокс выкупил обратно Грейт Херроуден Холл. В настоящее время усадьба является домом гольф-клуба Веллингборо.

## Бароны Вокс из Херроудена (1523)
- 1523—1523: Николас Вокс, 1-й барон Вокс из Херроудена (около 1460 — 14 мая 1523), сын Уильяма Вокса из Херроудена (ум. 1461)[1]
- 1523—1556: Томас Вокс, 2-й барон Вокс из Херроудена (25 апреля 1509 — октябрь 1556), старший сын предыдущего от второго брака[2]
- 1556—1595: Уильям Вокс, 3-й барон Вокс из Херроудена (14 августа 1535 — 20 августа 1595), старший сын предыдущего[3]
- 1595—1661: Эдвард Вокс, 4-й барон Вокс из Херроудена (13 сентября 1588 — 8 сентября 1661), сын Джорджа Вокса (1564—1594), старшего сына 3-го барона Вокса от второго брака[4]
- 1661—1663: Генри Вокс, 5-й барон Вокс из Херроудена (1591 — 20 сентября 1663), младший брат предыдущего[5]
- 1838—1883: Джордж Чарльз Мостин, 6-й барон Вокс из Херроудена (7 марта 1804 — 28 января 1883), единственный сын Чарльза Брауна-Мостина из Киддингтона (ум. 1821)[6]
- 1883—1935: Хуберт Джордж Чарльз Мостин, 7-й барон Вокс из Херроудена (4 июня 1860 — 25 октября 1935), старший сын майора достопочтенного Джорджа Чарльза Мостина (1830—1879), внук предыдущего[7]
- 1938—1958: Грейс Мэри Элеонор Джилби, 8-я баронесса Вокс из Херроудена (22 мая 1887 — 11 мая 1958), старшая дочь предыдущего, с 1911 года жена Уильяма Гордона Джилби (1887—1965)[8]
- 1958—1977: Питер Хуберт Гордон Джилби, 9-й барон Вокс из Херроудена (28 июня 1914 — 1 ноября 1977), старший сын предыдущей[9]
- 1977—2002: Майор Джон Хью Филип Джилби, 10-й барон Вокс из Херроудена (4 августа 1915 — 3 августа 2002), младший брат предыдущего[10]
- 2002—2014: Энтони Уильям Джилби, 11-й барон Вокс из Херроудена (25 мая 1940 — 16 декабря 2014), старший сын предыдущего[11]
- 2014 — настоящее время: Ричард Хуберт Гордон Джилби, 12-й барон Вокс из Херроудена (род. 16 марта 1965), старший сын предыдущего[12]
  - Наследник титула: достопочтенный Александр Джон Чарльз Джилби (род. 2000), старший сын предыдущего[13].